# ويليام دبليو. إيرفين
ويليام دبليو. إيرفين (بالإنجليزية: William W. Irvin)‏ هو قاضي ومحامي وسياسي أمريكي، ولد في 5 أبريل 1779 في شارلوتسفيل في الولايات المتحدة، وتوفي في 28 مارس 1842 في لانكستر في الولايات المتحدة. حزبياً، نشط في ديمقراطية جاكسونية والحزب الديمقراطي. وقد انتخب Supreme Court of Ohio ‏ وانتخب عضو مجلس النواب الأمريكي.